# Silaum popovii
Silaum popovii är en flockblommig växtart som först beskrevs av Jevgenij Korovin, och fick sitt nu gällande namn av Minosuke Hiroe. Silaum popovii ingår i släktet ängssiljor, och familjen flockblommiga växter. Inga underarter finns listade i Catalogue of Life.